# Титан Цимент
„Титан Цимент“ (на гръцки: Τσιμέντα ΤΙΤΑΝ) е гръцко предприятие за производство на цимент и други строителни материали със седалище в Атина.
Основано през 1902 година от Николаос Канелопулос, през 2014 година то притежава 13 циментови завода в Гърция, Югоизточна Европа, Близкия Изток и Съединените щати. Към 2015 година „Титан Цимент“ има обем на продажбите от 2 758 млн. евро и печалба от 231 млн. евро.
В България „Титан Цимент“ е собственик на циментовия завод в Златна Панега – „Титан Златна Панега Цимент“ (от 2004 г.), както и на остатъците от фалиралия циментов завод в Батановци – някогашният „Гранитоид“.